# Kreolistik
Unter Kreolistik versteht man das Teilgebiet der Linguistik, das sich mit den Pidgin- und Kreolsprachen befasst. Eine Pidgin-Sprache ist eine reduzierte Sprachform, die verschiedensprachigen Personen als Lingua franca zur Verständigung dient. Kreolsprachen entstehen in der Regel aus Pidgins, wenn eine Pidgin-Sprache durch Sprachausbau in vielfältigen Domänen verwendbar wird und die resultierende ausgebaute Sprache zur Muttersprache einer Sprachgemeinschaft wird. Viele Pidgin- und Kreolsprachen sind im Kontext der europäischen Kolonisation im 17. und 18. Jahrhundert in Afrika, Amerika und im Pazifik und dem damit einhergehenden Sklavenhandel entstanden.
Als Begründer der Kreolistik als wissenschaftliche Disziplin im 19. Jahrhundert gelten der deutsche Sprachwissenschaftler Hugo Schuchardt, der Niederländer Dirk Christiaan Hesseling und der Portugiese Francisco Adolfo Coelho. Seit den 1960er Jahren ist die Kreolistik eine etablierte akademische Disziplin der Sprachwissenschaft an den Universitäten. Forschungen zu Pidgin- und Kreolsprachen haben zur Akzeptanz und Verbreitung von Kreolsprachen als Sprachen in Parlament, Medien und Bildungswesen in vielen Ländern beigetragen.

## Geschichte der Kreolistik
Die Sicht der Allgemeinheit auf Pidgin- und Kreolsprachen war lange Zeit durch rassistische Vorurteile geprägt. Pidgin- und Kreolsprachen wurden als defizitär angesehen, was sich auch in den Bezeichnungen für viele Pidgins und Kreolsprachen widerspiegelte, so etwa broken English oder bastard Portuguese. Auch Sprachwissenschaftler haben Pidgin- und Kreolsprachen eher als falsche Varianten ihrer Ursprungssprachen denn als neue Sprachen betrachtet, weshalb diese Sprachen von der Sprachwissenschaft als Forschungsobjekte lange ignoriert wurden. Hinzu kam die bis ins 19. Jahrhundert verbreitete Prämisse, dass nur Sprachen, die über eine Schrift verfügen, es wert seien, erforscht zu werden. Da Pidgin- und Kreolsprachen in der Regel über keine schriftliche Fixierung verfügten, fielen sie aus diesem Raster heraus.
Typisch für den Zugang zu Sprachen war ferner die Sicht, etwa vertreten durch den deutschen Sprachwissenschaftler August Schleicher, dass sich Sprachen wie natürliche Organismen verhalten, die entstehen, sich entwickeln und sterben können. Eine solche Sichtweise von Sprache als Gegenstand, der von Menschen nicht beeinflusst werden kann, ließ außer Acht, dass die Sprache einer Person durch kommunikatives Verhalten und soziale Interaktion beeinflusst wird. Als Resultat wurden Pidgin- und Kreolsprachen, die in ein Modell einer genetischen Verwandtschaft der Sprachen nicht passten, lange nicht erforscht. Ähnliches galt für Dialekte, aber auch für Kindersprache, Lernersprachen oder die Sprache von Aphasikern, deren Erforschung erst im 20. Jahrhundert einen Aufschwung erlebten.
Die erste systematische Beschreibung einer Kreolsprache wurde von Missionaren der Herrnhuter Brüdergemeine aus Mähren erstellt, die 1739 auf der Insel Saint Thomas Sklaven missionieren wollten und schließlich dazu übergingen, dies in ihrer Muttersprache, einem französischbasierten Kriol, zu tun. Die erste publizierte Grammatik einer Kriolsprache war Jochum Melchor Magens' Grammatica over det Creolske sprog, som bruges paa de trende Danske Eilande, St. Croix, St. Thomas og St. Jans i Amerika (Kopenhagen, 1770). Es folgten weitere Beschreibungen anderer Missionare, alle aber reine Beschreibungen mit der praktischen Motivation, die Missionierung zu erleichtern.
Addison Van Names Contributions to creole grammar von 1869/70 wird heute als der Beginn der wissenschaftlichen Erforschung der Kreolsprachen gesehen. Die Erforschung von Kreolsprachen erlebte dann in den 1880er Jahren einen deutlichen Aufschwung, als soziale Aspekte mehr in den Mittelpunkt der Sprachwissenschaft rückten. Als Begründer der Kreolistik als sprachwissenschaftliche Disziplin gelten der deutsche Sprachwissenschaftler Hugo Schuchardt, der Niederländer Dirk Christiaan Hesseling und der Portugiese Francisco Adolfo Coelho.
In den 1930er Jahren erlebte die Kreolistik einen Umbruch, als Kreolisten, die ihre Arbeiten unter theoretischen Aspekten vom Schreibtisch aus erstellten, mehr und mehr Kreolisten Platz machten, die Sprachdaten im Rahmen einer Feldforschung sammelten. Frühe Feldforscher waren z. B. der Anthropologe Franz Boas, der Chinook Jargon (1933) untersuchte, und die Folkloristin Elsie Clews, die eine große Sprachdatensammlung aus dem karibischen Raum anlegte (1933–1943). Die zentrale Figur in dieser Phase der Kreolistik war der Linguist John Reinecke, der auch als Vater der modernen Kreolistik gilt. In seiner Dissertation befasste er sich mit der Entwicklung der Theorie in der Kreolistik sowie der Klassifikation und Soziolinguistik der Kreolsprachen, ferner einer Beschreibung von über 40 Pidgin- und Kreolsprachen.
Den Linguisten Robert Hall und Douglas Taylor ist es zu verdanken, dass nach dem Zweiten Weltkrieg das Interesse an Kreolistik einen neuen Aufschwung erlebte. Hall und Taylor wiesen unter anderem darauf hin, dass die Beschäftigung mit Pidgins und Kreolsprachen dazu dienen könne, Annahmen der theoretischen Linguistik zu verifizieren. Kreolistik als akademische Disziplin an den Universitäten etablierte sich in den 1950er und 1960er Jahren.
Seit den 1960er Jahren sind in der Kreolistik unter anderem verschiedene neue Konzepte diskutiert worden, darunter die Theorie der Monogenese, nach der alle Kreolsprachen auf eine gemeinsame Quelle zurückgehen, nämlich eine portugiesisch-basierte Pidgin-Sprache in Afrika aus dem 15. Jahrhundert, sowie die Idee eines Kreolkontinuums, nach dem es einen fließenden Übergang von einer Standardsprache, dem Akrolekt, über einen Mesolekt in der Mitte bis zu einem Basilekt gibt, der am weitesten vom Standard entfernt ist. Vergleiche zwischen der Entstehung einer Kreolsprache und dem Erstspracherwerb wurden gezogen und die Frage nach Sprachuniversalien in beiden Vorgängen gestellt. 1981 veröffentlichte Derek Bickerton seine Theorie eines Bioprogramms, einer Erklärung des Erstspracherwerbs, für das er Kreolsprachen als Belege heranzog. Weitere Trends der Kreolistik im 21. Jahrhundert sind soziolinguistische Forschungen, etwa die Frage nach der sozialen Identität, die zunehmende Vernetzung der Forschungsgemeinschaft über das Internet und die Ausweitung des Felds der Kreolistik auf Nicht-Kreolsprachen, z. B. die Mischsprache Michif, Immigrantensprachen wie Hindi außerhalb von Indien oder Varietäten des Englischen wie Singapurisches Englisch.

## Forschungsinhalte
Die Kreolistik beinhaltet die wissenschaftliche Beschäftigung mit den aus einer Sprachkontaktsituation entstandenen Kreolsprachen sowie der Kultur der Länder, in denen diese Sprachen gesprochen werden bzw. gesprochen wurden. Kreolsprachen haben sich insbesondere nach der Kolonialexpansion europäischer Länder in Übersee entwickelt und sind meist Ergebnis des Kontakts zwischen Sprechern einer oder mehrerer europäischer Basissprachen (Englisch, Spanisch, Portugiesisch, Französisch, Niederländisch) mit indigenen Sprachen in Afrika, Asien und Amerika. Pidgin- und Kreolsprachen werden von Millionen von Menschen gesprochen, so z. B. die Haitianisch-Kreolisch, eine Kreolsprache in Haiti, mit etwa 11 Millionen Sprechern. In Papua-Neuguinea beispielsweise ist die Kreolsprache Tok Pisin eine der offiziellen Sprachen des Landes und wird von 4 Millionen Menschen gesprochen. Zu weiteren Ländern und Regionen, in denen Kreolsprachen gesprochen werden, zählen Mauritius, die Seychellen, Réunion, Kap Verde, Guinea-Bissau, São Tomé und Príncipe, die Inseln Aruba, Bonaire und Curaçao, Suriname und Sierra Leone.
Die Auseinandersetzung der Sprachwissenschaft mit Pidgin- und Kreolsprachen hat wichtige Beiträge zur theoretischen Linguistik geleistet. So werden z. B. Pidginisierung und Kreolisierung als Extrembeispiele von Sprachwandel interpretiert, die durch Sprachkontakt hervorgegangen sind. Dies ist eine Herausforderung für die historische Sprachwissenschaft, die mit Konzepten wie die genetische Sprachverwandtschaft, insbesondere mit Familienstammbäumen für Sprachen, arbeitet. Forschungsarbeiten zu Pidgin-Sprachen haben ferner zu einem besseren Verständnis vom Fremdsprachenlernen geführt, während die Theorie des Bioprogramms des Linguisten Derek Bickerton die Erstspracherwerbsforschung befruchtet hat. Aussagen zu grammatischen Gemeinsamkeiten vieler Pidgin-Sprachen schließlich trugen zur Forschung über Sprachuniversalien bei.
Es gibt vielfältige Anwendungsfelder für die Kreolistik: So sind Ergebnisse aus der Kreolistik eingeflossen in die Bildungspolitik insbesondere der karibischen Länder, die häufig vor der Situation stehen, dass es für ihre Kreolsprachen keine standardisierte Schriftsprache gibt. In Papua-Neuguinea haben Sprachwissenschaftler aktiv zur Sprachplanung des Landes beigetragen, so dass Tok Pisin nun als Sprache im Parlament und in den Medien verwendet werden kann. Andere Forschungsprojekte mit praktischer Anwendung reichen von lexikografischen Arbeiten bis hin zur Erstellung von Unterrichtsmaterialien in Kreolsprachen.